# رثاء المدن
رثاء المدن: هو إحدى موضوعات الشعر العربي، ظهر في الدولة العباسية ولكنه لم يكن قوياً في تلك الفترة. من أهم شعراء رثاء المدن في العصر العباسي ابن الرومي.

## رثاء المدن في الأندلس
ظهر موضوع رثاء المدن بقوة في الأندلس، واتسع وازداد غزارة وعمقا وذلك راجع لما آلت إليه الأندلس من نكسات وسقوط لولاياتها. ومن أهم شعراء رثاء المدن في العصر الأندلس أبو البقاء الرندي.

## أمثلة
من قصيدة رثاء الأندلس لأبي البقاء الرندي:
| ” | لكل شيء إذا ما تم نقصان * فلا يغر بطيب العيش إنسان هي الأمور كما شاهدتها دولٌ * من سرَّهُ زمنٌ ساءته أزمانُ وهذه الدار لا تبقي على أحد * ولا يدوم على حال لها شانُ يمزّق الدهر حتماً كل سابغةٍ * اذا نبت مشرفيات وخرصان | “ |